# 일자리위원회
일자리위원회(The Presidential Committee on Jobs)는 일자리 창출과 일자리 질 개선을 통한 국민의 삶의 질 향상과 국민경제의 발전을 도모하기 위하여 2017년 5월 16일에 설립된 대통령 직속 자문기구로, 정부의 일자리 정책을 기획·심의·조정 및 정책 시행을 점검·평가하는 역할을 수행한다. 위원장은 문재인 대통령이며, 서울특별시 종로구 세종대로 149 광화문빌딩 14층에 위치하고 있다.

## 설립 근거
일자리위원회의 설치 및 운영에 관한 규정 

## 연혁
- 2017년 4월 28일 ‘대통령직속 일자리 위원회’ 설치 공약 발표
- 2017년 5월 10일 대통령 제1호 업무지시로 ‘일자리 위원회’ 설치
- 2017년 5월 16일 ‘일자리위원회의 설치 및 운영에 관한 규정(대통령령)’ 시행 및 일자리위원회 출범
- 2017년 7월 26일 정부조직법 개정에 따른 ‘일자리위원회의 설치 및 운영에 관한 규정’ 일부 개정

## 주요 업무
- 일자리 정책의 기본방향 설정 및 중장기 기본계획 수립
- 일자리 창출과 일자리 질 개선에 영향을 미치는 정책의 발굴·조정 및 평가
- 공공부문의 일자리 창출
- 근로시간 단축 등 일하는 방식의 개선 방안
- 노동시장에서의 고용 및 근로 여건의 격차 해소를 위한 법·제도 개선 및 기반 확충 방안
- 직업교육훈련 및 평생직업능력개발 체계의 개선 방안
- 일자리 상황 관리 및 일자리 정책의 이행상황 점검·평가
- 일자리 정책 추진에 필요한 재원 조달 및 인력 확보 방안
- 그 밖에 위원회의 위원장이 필요하다고 인정하여 위원회의 회의에 부치는 사항

## 조직

### 일자리위원회 위원장
- 대통령

### 일자리위원회 부위원장
- 위촉 위원 중에서 1인을 대통령이 위촉

#### 당연직 위원 (15인)
- 기획재정부 장관
- 보건복지부 장관
- 교육부 장관
- 여성가족부 장관
- 과학기술정보통신부 장관
- 중소벤처기업부 장관
- 행정안전부 장관
- 국무조정실장
- 산업통상자원부 장관
- 대통령비서실 일자리수석비서관
- 공정거래위원장
- 고용노동부 장관
- 한국개발연구원장
- 한국노동연구원장
- 한국직업능력개발원장

#### 위촉위원 (15인 이내)
- 근로자 대표 (3인)
- 사용자 대표 (3인)
- 일자리 정책에 관한 학식과 경험이 풍부한 사람